# Segestrioides
Segestrioides ist eine Gattung aus der Familie der Diguetidae innerhalb der Echten Webspinnen und umfasst vier Arten. (Stand: Juni 2016)

## Verbreitung und Lebensraum
Die Segestrioides-Arten sind in Südamerika verbreitet. Sie wohnen unter Felsen oder Steinen und haben wenig Gemeinsamkeiten mit ihren Netzbauenden Verwandten der Gattung Diguetia.

## Beschreibung
Die vier Arten der Gattung haben einen länglichen und abgeflachten Vorderkörper ohne federige Behaarung und eine breite, tief eingedrückter Rückenfurche, sechs Augen (die Mittelaugen sind zurückgebildet) in drei Zweiergruppen. Der Vorderkörper ist meist rötlich bis gelblich orange-grau gefärbt. Die Cheliceren stehen an der Basis dicht beieinander. In den Palpen befinden sich Stridulationsorgane. Der Vorderleib der Nominatform Segestrioides bicolor ist leuchtend orange-rot mit einem Paar schwarzer Streifen, die mit schwarzen Setae besetzt sind. Sternum, Mundpartie und Cheliceren sind rötlich orange.
Das erste und teilweise das zweite Bein sind rötlich orange, die anderen Beine sind heller. Die Beinformel lautet 1423. Die Gattung hat Tarsen mit drei Klauen. Die oberen Klauen sind mit zahlreichen Zähnchen in leicht gekrümmter Reihe besetzt; die unteren Klauen nur mit einem einzelnen Zahn. Der Tarsus des ersten Beines der Männchen ist im sklerotisierten Bereich gebogen, aber nicht pseudosegmentiert. Der längliche Hinterleib ist hoch aufgewölbt mit sechs Spinnwarzen und einem Collulus. Die männliche Gonopore ist deutlich hervorgewölbt. Der Hinterleib ist grau mit seitlich hellerer Zeichnung.
Männchen und Weibchen leben zusammen ohne Feindschaft.

## Systematik
Der World Spider Catalog listet für die Gattung Segestrioides aktuell vier Arten. (Stand: Juni 2016)
- Segestrioides badia (Simon, 1903)
- Segestrioides bicolor Keyserling, 1883
- Segestrioides copiapo Platnick, 1989
- Segestrioides tofo Platnick, 1989

### Entdeckung und Wiederentdeckung
Die Gattung Segestrioides blieb lange seit der ersten Beschreibung von Segestrioides bicolor 1883 sehr rätselhaft. Keyserling fand ein einziges Weibchen in 3500 m Höhe auf dem San Mateo in Peru und ordnete es der Familie der Dysderidae zu. Dieses erste und lange das einzige Präparat ging wahrscheinlich in den 1930er oder 1940er Jahren verloren. Der Rest der Sammlung befindet sich heute in der Polska Akademia Nauk, Warschau, und über den Verbleib des vermissten Präparates ist nichts bekannt; vermutlich ist es zerstört.
Zwischenzeitlich wurde die Gattung von mehreren Arachnologen den Sicariidae, Scytodidae oder Segestriidae allein nach der Beschreibung zugerechnet. Im Norden Chiles wurde einige wenige Spinnen gefunden, die der Beschreibung von Keyserlings Exemplar ähnelten, aber der Familie der Diguetidae zugeordnet wurden. Auch hier musste wegen des verschollenen Original-Exemplars die Verwandtschaftsverhältnisse weiterhin im Dunkeln bleiben.
Erst 1988 brach eine Expedition unter Dr. Frederick A. Coyle von der Western Carolina University nach Peru auf, um an dem Fundort des Originals nach Spinnen zu suchen, denn die Funde in Chile nährten die Hoffnung, dass auch die beschriebene Art dort noch immer zu finden sein könnte. Das Team fand unter Felsbrocken in einem Eukalyptuswald in 3100 m Höhe an der Westflanke des San Mateo eine ansehnliche Auswahl juveniler Tiere, die als Segestrioides identifiziert werden konnten. Nach weiteren Funden aus der Gattung in Peru (S. copiapo und S. tofo) ordnet sie Platnick 1989 den Diguetidae zu.